# Brooklyn 45
Brooklyn 45 ist ein Horror-Drama und Geister-Thriller von Ted Geoghegan. Darin lädt ein Veteran des Zweiten Weltkriegs vier seiner Freunde in sein Haus in Brooklyn ein, um gemeinsam mit ihnen bei einer Séance Kontakt zu seiner verstorbenen Frau aufzunehmen. Der Film feierte im März 2023 beim South by Southwest Film Festival seine Premiere und wurde im Juni 2023 in den USA in das Programm von Shudder aufgenommen.

## Handlung
Es ist der 27. Dezember 1945 und Lieutenant Colonel Clive Hockstatter hat vier Freunde in sein Haus geladen, mit denen er im Zweiten Weltkrieg diente. Marla Sheridan hat in dieser Zeit erfolgreich Verhöre geführt, ihr Ehemann Bob Sheridan sitzt nun im Pentagon, und Major Archibald Stanton und Major Paul DiFranco befanden sich an der Front. Sie plaudern über den Krieg und darüber, wie sie einige Nazis getötet haben. 
Dann erklärt Hockstatter, warum er sie in dieser kalten Nacht zu sich nach Brooklyn gebeten hat. Er trauert nach dem Selbstmord seiner Frau Susie im Monat zuvor und will mit Hilfe seiner Freunde in einer Séance Kontakt zu ihr aufnehmen. Sie hatte sich das Leben genommen, nachdem sie aufgrund übertriebener Nachrichten im Radio Angst bekam und glaubte, ihre deutschen Nachbarn seien Spione der Nazis.

## Produktion

### Regie und Drehbuch
Regie führte Ted Geoghegan, der auch das Drehbuch schrieb. Er entwickelte dieses gemeinsam mit seinem im Jahr 2019 verstorbenen Vater Michael Edward Geoghegan, einem querschnittsgelähmten Air-Force-Veteranen und Geschichtslehrer, dem er den Film auch widmete. Es handelt sich bei Brooklyn 45 nach We Are Still Here von 2015 und Mohawk von 2017 um Geoghegans dritten Spielfilm.

### Besetzung und Dreharbeiten
Larry Fessenden spielt den Gastgeber Lieutenant Colonel Clive Hockstatter. In den Rollen seiner Freunde aus Kriegszeiten sind Anne Ramsay als Marla Sheridan, Ron E. Rains als deren Ehemann Bob Sheridan, Jeremy Holm als Major Archibald Stanton und Ezra Buzzington als Major Paul DiFranco zu sehen. Kristina Klebe spielt Hockstatters Nachbarin Hildegard Baumann. Lucy Carapetyan ist in der Rolle seiner verstorbenen Ehefrau Susan zu sehen.
Die Dreharbeiten fanden im Dezember 2021 überwiegend in den IMX Studios in Elgin statt. Als Kameramann fungierte Robert Patrick Stern.

### Filmmusik und Veröffentlichung
Die Filmmusik komponierte das kanadische und in Los Angeles arbeitende Komponisten-Trio Blitz//Berlin, die zuletzt für den Horrorfilm Extraterrestrial: Sie kommen nicht in Frieden von Colin Minihan, den Kurzfilm 2036: Nexus Dawn von Luke Scott und den Science-Fiction-Film Psycho Goreman von Steven Kostanski tätig waren.
Die Premiere erfolgte am 12. März 2023 beim South by Southwest Film Festival. Ab Ende März 2023 wurde Brooklyn 45 beim finnischen Night Visions International Film Festival gezeigt. Im April 2023 wurde er beim Florida Film Festival vorgestellt. Anfang Mai 2023 wird er beim Chicago Critics Film Fest gezeigt und im Juni 2023 beim Lighthouse Film Festival. Am 9. Juni 2023 wurde der Film in den USA in das Programm von Shudder aufgenommen. Ursprünglich war der Start dort bereits 2022 geplant. Im Oktober 2023 wurde Brooklyn 45 beim Sitges Film Festival vorgestellt.

## Rezeption

### Kritiken
Von den bei Rotten Tomatoes aufgeführten Kritiken sind 90 Prozent positiv bei einer durchschnittlichen Bewertung mit 7,2 von 10 möglichen Punkten. Auf Metacritic erhielt der Film einen Metascore von 71 von 100 möglichen Punkten.
Charles Barfield von The Playlist schreibt, Brooklyn 45 sei alles andere als eine klassische Geistergeschichte. Indem Ted Geoghegan zu Beginn den Stil der Filme der 1940er Jahre nachahmt und mit dem Seitenverhältnis von 4:3 arbeitet, mit den Kostümen und dem Bühnenbild, habe man als Zuschauer das Gefühl, der Filmemacher habe einen 80 Jahre alten Film ausgegraben und ihn einfach ein wenig aufgearbeitet. Brooklyn 45 hätte auch als Bühnenstück sehr gut funktioniert, weil er in nur einem Raum spielt und eine kleine Besetzung hat. Dass es auch als Film gelungen ist, sei den großartigen Darstellern zu verdanken, allen voran Anne Ramsay und Larry Fessenden. Geoghegan und Kameramann Robert Patrick Stern sorgten dafür, dass der Zuschauer beschäftigt bleibe, indem sie ihm jeden Zentimeter des wunderschön gestalteten Wohnzimmers zeigen, das sich echt anfühle. Barfield bemängelt jedoch die Dialoge, die zwar knackig und oft clever seien, sich jedoch zunehmend wiederholen, sodass sich der Film bereits im zweiten Akt anfühle, als würde er sich im Kreis drehen. Letztlich schaffe es der Film jedoch, eine einzigartige, furchteinflößende Geschichte über die Schrecken des Krieges und die Abgründe der Menschheit zu erzählen.

### Auszeichnungen
Saturn-Award-Verleihung 2024
- Nominierung als Bester Independentfilm